# Jacques Rousseau (athlétisme)
Pour les articles homonymes, voir Jacques Rousseau et Rousseau.
Jacques Rousseau, né le 10 mars 1951 à Saint-Claude (Guadeloupe) et mort le 14 février 2024 à Saint-Denis (La Réunion), est un athlète français, spécialiste du saut en longueur.

## Biographie
Jacques Rousseau s'illustre lors des Championnats d'Europe juniors de 1970, à Colombes, en prenant la deuxième place du concours de la longueur avec 7,81 m, devancé de six centimètres par le Soviétique Valeriy Pidluzhnyy. Il participe aux Jeux olympiques de 1972 et se classe dixième de la finale avec un bond à 7,65 m.
En 1973, Jacques Rousseau remporte son premier titre national senior à l'occasion des Championnats de France en salle de Vittel. Lors de cette même saison, il atteint la marque de 8,11 m à Colombes, performance le situant au cinquième rang des meilleurs performeurs mondiaux de l'année, à 5 cm du record de France détenu par Jack Pani.
Vainqueur de son deuxième titre national en salle en début de saison 1975 avec un bond de 8,01 m, le Français décroche son premier succès international en montant sur la première marche du podium des Championnats d'Europe en salle de Katowice, en Pologne. Auteur de 7,94 m en finale, il devance l'Allemand Hans-Jürgen Berger et le Polonais Zbigniew Beta. Il remporte par la suite les Championnats de France en plein air de Saint-Étienne avec un saut à 8,07 m.
Jacques Rousseau conserve son titre continental en salle en début d'année 1976 à l'occasion des Championnats d'Europe en salle de Munich, s'imposant en finale avec la marque de 7,90 m, devant Valeriy Podluzhniy (7,79 m). Aux Championnats de France 1976 se déroulant au Stadium Nord de Villeneuve-d'Ascq, le Guadeloupéen décroche son deuxième titre national consécutif après avoir amélioré, à son 4ème essai, de 10 cm le record de France de Jack Pani datant de la saison 1969. Il établit la marque de 8,26 m et signe à cette occasion la deuxième meilleure performance mondiale de l'année, derrière l'Américain Arnie Robinson. Sélectionné pour les Jeux olympiques de Montréal, Rousseau se classe quatrième de la finale avec un saut à 8,00 m dès le premier essai, échouant à 2 cm seulement de l'Est-allemand Frank Wartenberg, médaillé de bronze.
En 1977, à Nevers, il remporte son troisième titre national d'affilée avec un bond à 7,97 m. Il s'impose par ailleurs lors de la Coupe d'Europe des nations d'Helsinki avec 8,05 m. En fin de saison 1977, Rousseau réalise la deuxième meilleure performance mondiale de l'année, à Fürth, avec 8,25 m.
Il participe aux Championnats d'Europe 1978 de Prague, où il décroche son premier titre continental en plein air après ses deux succès en salle de 1975 et 1976. Jacques Rousseau s'impose avec la marque de 8,18 m, devant le Yougoslave Nenad Stekić (8,12 m) et le Soviétique Vladimir Tsepelyov.
Son record de France du saut en longueur de 8,26 m est amélioré en 1997 par Kader Klouchi (8,28 m). Son meilleur saut, réalisé à l'aide d'un vent favorable de 2,80 m/s, demeure celui de son 4e essai décompté aux championnats de France de 1976,. 29 fois international sénior, il a remporté neuf victoires en meeting dont un France-URSS à Colombes en 1976 avec une marque à 8,19 m.
Jacques Rousseau meurt le 14 février 2024 à l’âge de 72 ans.

## Palmarès

### International
| Date | Compétition                    | Lieu     | Résultat | Marque |
| ---- | ------------------------------ | -------- | -------- | ------ |
| 1970 | Championnats d'Europe juniors  | Colombes | 2e       | 7,81 m |
| 1972 | Jeux olympiques                | Munich   | 10e      | 7,65 m |
| 1975 | Championnats d'Europe en salle | Katowice | 1er      | 7,94 m |
| 1976 | Championnats d'Europe en salle | Munich   | 1er      | 7,90 m |
| 1976 | Jeux olympiques                | Montréal | 4e       | 8,00 m |
| 1978 | Championnats d'Europe          | Prague   | 1er      | 8,18 m |

### National
- Championnats de France : vainqueur du saut en longueur en 1975, 1976 et 1977[13]
- Championnats de France en salle : vainqueur du saut en longueur en  1973, 1975 et 1976[14]
- Champion de France de relais 4 × 400 m avec son club du Racing club de France.

### Records
| Épreuve          | Performance | Lieu              | Date         |
| ---------------- | ----------- | ----------------- | ------------ |
| Saut en longueur | 8,26 m      | Villeneuve-d'Ascq | 26 juin 1976 |